# Petrocodon hancei
Petrocodon hancei är en tvåhjärtbladig växtart som först beskrevs av William Botting Hemsley, och fick sitt nu gällande namn av A. Weber och Mich. Möller. Petrocodon hancei ingår i släktet Petrocodon och familjen Gesneriaceae. Inga underarter finns listade i Catalogue of Life.